# Ruth M. Gardiner

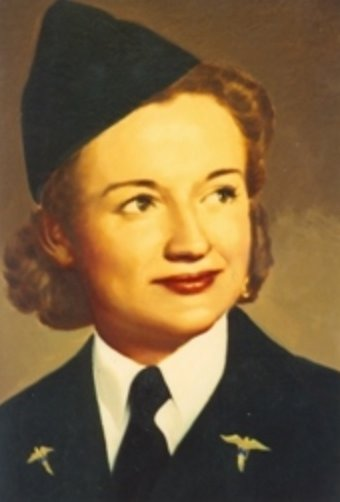
Ruth Gardiner, um 1943

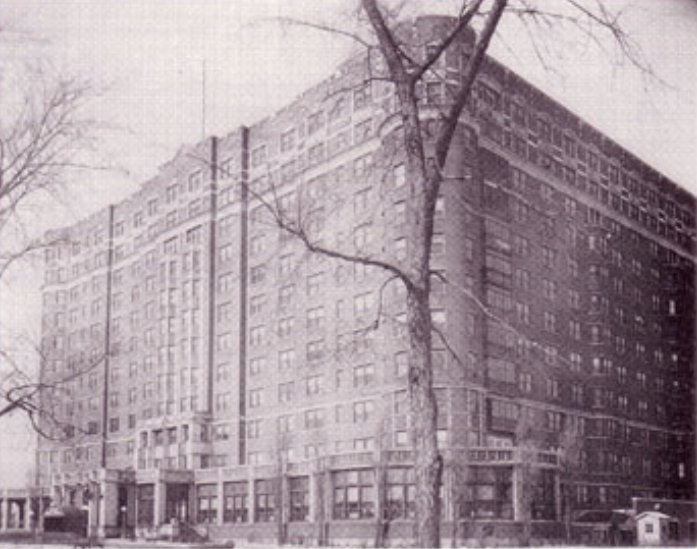
Gardiner General Hospital, etwa 1944–45

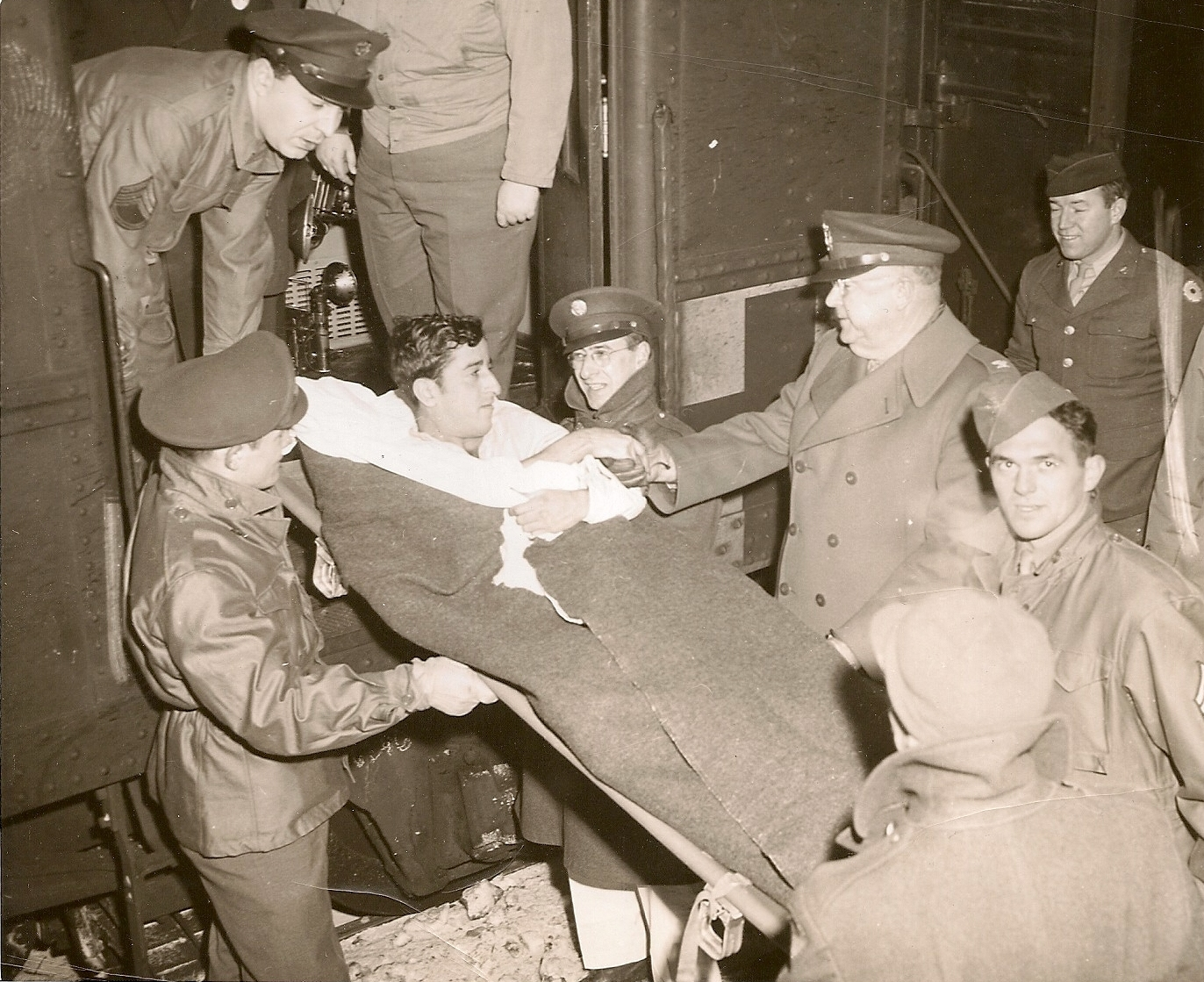
Verwundete Soldaten werden 1945 mit dem Zug zum Gardiner General Hospital gebracht

Second Lieutenant Ruth M. Gardiner (* 8. August 1914 in Calgary, Alberta, Kanada; † 26. Juli 1943 in Naknek, Alaska, Vereinigte Staaten) war eine Krankenschwester im United States Army Nurse Corps und die erste amerikanische Krankenschwester, die in Ausübung ihres Dienstes im Zweiten Weltkrieg ihr Leben verlor. Zu ihrem Gedenken wurde ein Militärkrankenhaus der United States Army nach ihr benannt.

## Frühes Leben
Gardiner wurde am 8. August 1914 in Calgary in der kanadischen Provinz Alberta geboren. Sie zog im Alter von drei Jahren mit ihrer Familie in die Vereinigten Staaten. Gardiner besuchte die Sacred Heart High School in Indianapolis.

## Militärlaufbahn
Gardiner trat im Januar 1943 in den Krankenschwesterndienst der Armee ein. Ihre erste Dienststellung war bei der 349th Air Evacuation Group auf dem Bowman Field in Kentucky. Sie diente in Alaska und war dem Flight A der 805th Medical Air Evacuation Transport Squadron zugeordnet. Das Flugzeug mit Gardiner und Patienten an Bord stürzte am 26. Juli 1943 während eines MedEvac-Einsatzes bei Naknek, Alaska ab. Gardiner war unter den Toten. Sie war die erste US-amerikanische Krankenschwester, die während des Zweiten Weltkrieges im aktiven Dienst getötet wurde. Gardiner gehörte zu einer Gruppe von sechs Krankenschwestern, die während der Schlacht um die Aleuten von April 1942 bis Juli 1943 in Alaska im Einsatz waren. In dieser Zeit legte die Gruppe von Krankenschwestern 3.500.000 Flugmeilen zurück und evakuierte mehr als 2500 kranke und verletzte Soldaten, ohne dass es unter den Patienten zu Opfern gekommen war.
Das Army General Hospital, ein früheres Chicagoer Hotel, wurde zu Ehren Gardiner benannt. Major General Henry Aurand hatte Gardiner ausgewählt, um auf diese Weise geehrt zu werden. Es war das erste Mal, dass ein Hospital der U.S. Army nach einer Frau oder Krankenschwester benannt wurde. Das Krankenhaus Ruth M. Gardiner General Hospital wurde am 9. Juli 1944 eingeweiht. Das Krankenhaus gehörte zu den medizinischen Einrichtungen des Sixth Service Command.
1963 wurde ein Schwesternwohnheim im Fort Wainwright in Alaska, Gardiner Hall, ebenfalls nach Gardiner benannt.